# Rypellia dissimilis
Rypellia dissimilis är en tvåvingeart som beskrevs av Malloch 1932. Rypellia dissimilis ingår i släktet Rypellia och familjen husflugor. Inga underarter finns listade i Catalogue of Life.